# Hemicordulia okinawensis
Hemicordulia okinawensis es una especie de libélula de la familia Corduliidae.
Es endémica de las islas Okinawa y Amami, en el suroeste de Japón.